# I'm a Fool to Want You
I'm a Fool to Want You  è un brano musicale del 1951 composto da Frank Sinatra, Jack Wolf e Joel S. Herron. Frank Sinatra ha scritto il testo e ha interpretato la canzone pubblicata come singolo dalla Columbia Records.  La ballad, realizzata in innumerevoli versioni da molti artisti, è considerata uno standard pop e jazz.

## Dedicata ad Ava Gardner

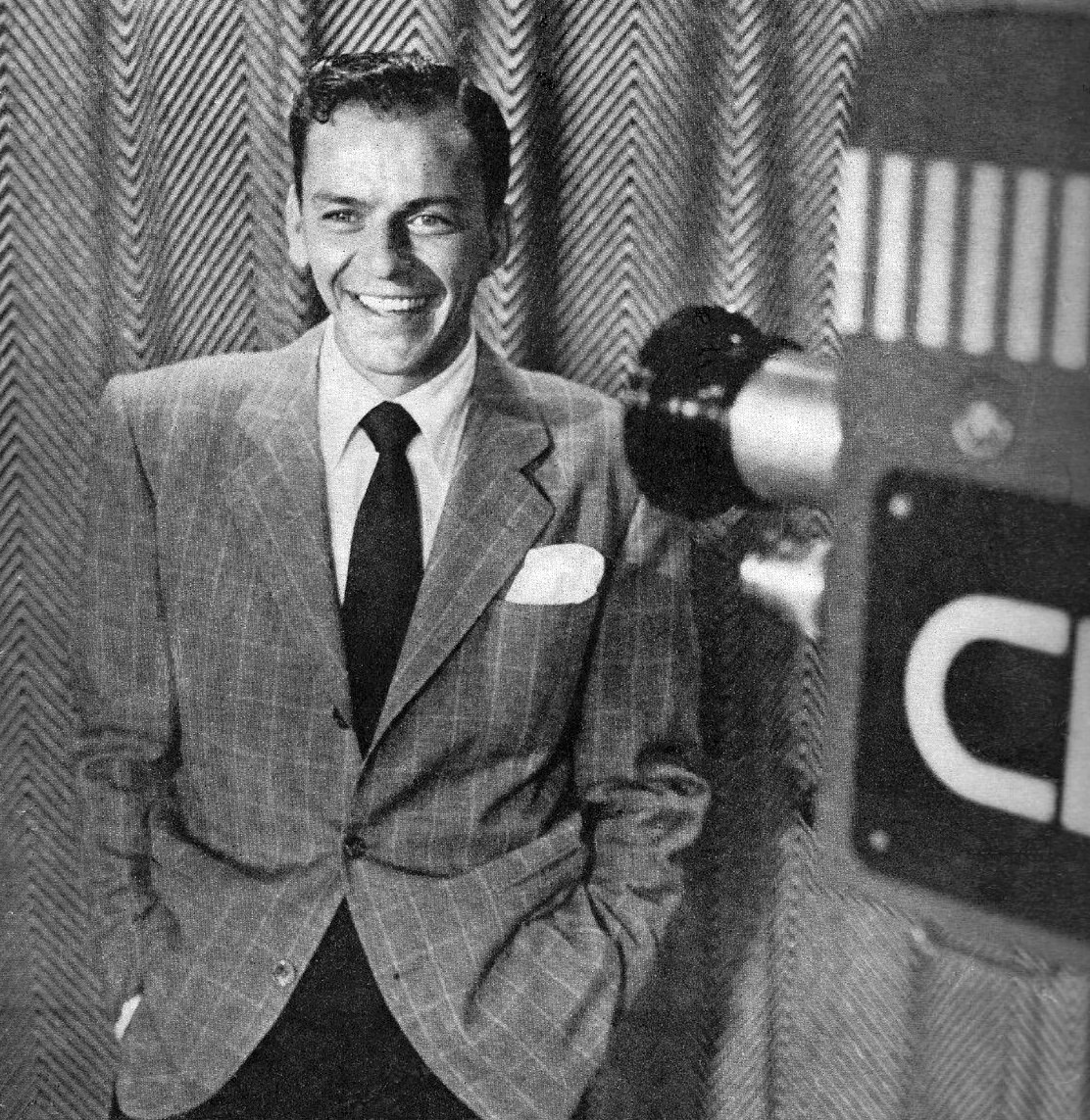
Frank Sinatra, 1950

Sinatra scrisse il testo di I'm a Fool to Want You ispirato dal grande amore nato per l'attrice Ava Gardner, conosciuta negli Studi della Metro-Goldwyn-Mayer nel 1948. Registrò per la prima volta il singolo con un'orchestra sinfonica a New York, il 27 marzo 1951, 8 mesi prima del loro matrimonio celebrato il 7 novembre 1951.
Pochi mesi dopo, in contemporanea con l'uscita di una versione (poco fortunata) di Ray Charles, esce, per la Decca, quella Billy Eckstine, per la MGM, con l'orchestra diretta da Russ Case. Nel 1951 (sin dal 1946 e fino a tutto il 1952) Billy Eckstine è considerato il più grande cantante pop e jazz americano, tant'è che la sua I'm a Fool to Want You vende oltre un milione di copie.
Il cantautore statunitense Bob Dylan ha registrato ed inserito una sua interpretazione del brano nel suo album del 2015 Shadows in the Night.
Nel 2016 il soprano Natalie Dessay, accompagnata dalla Paris Mozart Orchestra diretta da Claire Gibault, ha registrato una sua versione, arrangiata per archi da Cyrille Lehn, contenuta nell'album Pictures of America.